# めざせ!金メダル 山口香物語
めざせ!金メダル 山口香物語、及びめざせ!金メダル 新・山口香物語は1992年4月から9月にかけて関西テレビ放送で放送された、女子柔道選手だった山口香を題材としたテレビドラマ。阪急ドラマシリーズの一作でもある。全24回（12回＋12回）。

## 概要
全体では半年間のシリーズであるが、3か月（1クール）を一つの分岐点としており、無印版（前編　4-6月）は山口が柔道を始めてから少女時代のエピソード、「新」版（後編　7-9月）は山口が大学に入ってからオリンピック出場までのストーリーを描いたものである。ロケ地は関西大学など阪急沿線。次回予告の前に山口香本人による柔道の技の紹介があった。

## キャスト
- 山口香 - 瀬戸美奈子（第1期）→ 中村由真（第2期）
- 香の父 - 東野英心
- 香の指導者（第1期） - 神田利則
- ナレーター（第1期）：上田彰

## スタッフ
- 企画：山田剛
- 脚本：上条逸雄、小池康生、もとひら了
- 監督：大森一樹、高野昭二、石田勝心、小川基之
- 助監督：宮地正幸
- 撮影技術：藤戸嘉文、鈴木史郎
- 録音：竹中直、岡崎敏夫
- 照明：柴田信弘、谷口義春
- 美術：福田弘
- 音楽：菊池俊輔
- 制作：横手勝弘、三浦絋（宝塚映像）、鵜川実（関西テレビ）
- 製作著作：関西テレビ、宝塚映像[1]

## 放送局
| 放送期間                | 放送時間           | 放送局     | 対象地域   | 備考   |
| ----------------------- | ------------------ | ---------- | ---------- | ------ |
| 1992年4月10日 - 6月26日 | 金曜 19:00 - 19:30 | 関西テレビ | 近畿広域圏 | 制作局 |
| 1992年4月19日 - 7月     | 日曜 5:30 - 6:00   | フジテレビ | 関東広域圏 |        |

| 放送期間               | 放送時間           | 放送局     | 対象地域   | 備考   |
| ---------------------- | ------------------ | ---------- | ---------- | ------ |
| 1992年7月3日 - 9月18日 | 金曜 19:00 - 19:30 | 関西テレビ | 近畿広域圏 | 制作局 |
| 1992年7月 - 10月4日    | 日曜 5:30 - 6:00   | フジテレビ | 関東広域圏 |        |